# Kościół św. Jakuba Starszego Apostoła w Lubszy
Kościół Świętego Jakuba Starszego Apostoła w Lubszy – murowana świątynia w Lubszy. Należy do diecezji gliwickiej.

## Historia i architektura
Świątynia wzniesiona w II połowie XIV w. lub na przełomie wieków XIV i XV, na miejscu drewnianego. Został on wzniesiony z kamienia pochodzącego z głazów narzutowych, które pozostawił wycofujący się lodowiec. Cały kościół, prócz wieży został otynkowany. Kościół jest orientowany. Zbudowany został w stylu gotyckim z cechami renesansowymi, które zostały wprowadzone w późniejszym czasie. Pierwotnie cały dach pokryty był gontami. Teren kościoła w 1827 r. powiększono o nowy cmentarz.
Prezbiterium zbudowane jest na planie prostokąta o wymiarach 720x610 cm. Sklepione jest kolebkowo lunetami. Prezbiterium posiada 3 okna, jedno na ścianie wschodniej, dwa na południowej, zamknięte łukiem półkolistym, w głębokich wnękach. Prezbiterium z nawą połączone jest ścianą zachodnią rozprutą ostrołukowym wykrojem tęczy, którą w 1934 r. zasłonił ołtarz, wraz z obrazem św. Wojciecha namalowanym przez Czesława Kuryattę. W ścianie północnej znajduje się otwór mieszczący dawniej zamykaną szafkę, która służyła do przechowywania naczyń liturgicznych i olei świętych. Pod prezbiterium była kiedyś krypta (w kościele było ich trzy). W 1945 r. podczas zakładania ogrzewania w kościele i wcześniej, gdy zgłębiano kanały grzewcze, zniszczono częściowo dwie krypty: pod nawą i pod prezbiterium. W kotłowni kościoła znajduje się jeszcze nisza grobowa, pusta, gdyż szczątki pochówków przeniesiono na cmentarz w Lubszy.
Nawa kościoła zbudowana jest na planie prostokąta nakryta płaskim stropem. W południowej ścianie znajdują się dwa okna zamknięte łukiem półkolistym w głębokich wnękach. 650 cm od zachodu, osadzony jest ostrołukowy portal kamienny z drzwiami, które prowadzą do kruchty tzw. babińcem. Dawniej w kościele istniał chór organowy, który posiadał schody prowadzące od strony drzwi do wieży w stronę ściany południowej. W XIX w. od strony północnej do kościoła dobudowano kaplicę św. Antoniego, w związku z czym w ścianie wypruto półkolisty otwór.
Zakrystia zbudowana jest pomiędzy prezbiterium a nawą kościoła na planie prostokąta. Jest ona sklepiona kolebkowo.
Kruchtę zbudowano na planie kwadratu, sklepiona jest kolebkowo. Dach jest trójspadowy pokryty dachówką. Ze względu na dużą liczbę wiernych uczestniczących w liturgii dobudowano w XIX w. drewniane zadaszenie pokryte gontem. Kruchta wbudowana jest niesymetrycznie w południową fasadę kościoła, z którym połączona jest otworem drzwiowym.
Wieża od zachodu jest dwukondygnacyjna. Dolna kondygnacja według archiwalnych podań Kurii Krakowskiej sięga XV w. jest czworoboczna, górna ośmioboczna dobudowana w 1823 r. gdy parafią administrował ks. Antoni Kłoska. Wieża połączona jest z nawą, zbudowana na planie kwadratu. W ścianie zachodniej znajduje się otwór drzwiowy, który w górnej części jest półkolisty. Okna wieży są ostrołukowe umieszczone na przemian. Pierwotnie wieża była drewniana, następnie po jej zniszczeniu dobudowano wieżę kamienną. W 1824 r. dzięki staraniom Józefa Lompy wieżę kościelną podwyższono i pokryto cebulastą kopułą. Znajduje się na niej historyczny dzwon z datą 1536 r., ważący 500 kg. Dwa pozostałe odlano w latach 1979─1982 z fundacji parafian.
Po wybudowaniu kościoła w 1930 r. otwory okienne były oszklone zwykłym szkłem okiennym. W 1937 r. wykonano zestaw witraży do trzech okien kościelnych. Witraże przedstawiały: św. Ducha, św. Izydora i św. Annę. W 1938 r. wykonano kolejne witraże, które przedstawiały św. Michała i św. Cecylię. Między pomieszczeniem na dzwony, a częścią widokową w ośmiobocznej części znajduje się metalowo-drewniana konstrukcja starego mechanicznego zegara, która powstała po 1770 r.
Od południa stoi pomnik Chrystusa Króla autorstwa Piotra Trieblera z 1933. Otoczony jest głazami narzutowymi z wykutymi nazwiskami lubszeckich duszpasterzy. Obok stoi figura matki Boskiej Siewnej. Po stronie północnej znajduje się figura Matki Boskiej Nieustającej Pomocy. Wystrój wnętrza kościoła zawdzięcza się księdzu Michałowi Brzozie. Przyczynił się do zainstalowania ogrzewania i elektryczności. Malarz Mitske pokrył ściany malowidłami. Jego córka rzeźbiła główny ołtarz.
W parafii obchodzi się dwa odpusty.

## Galeria

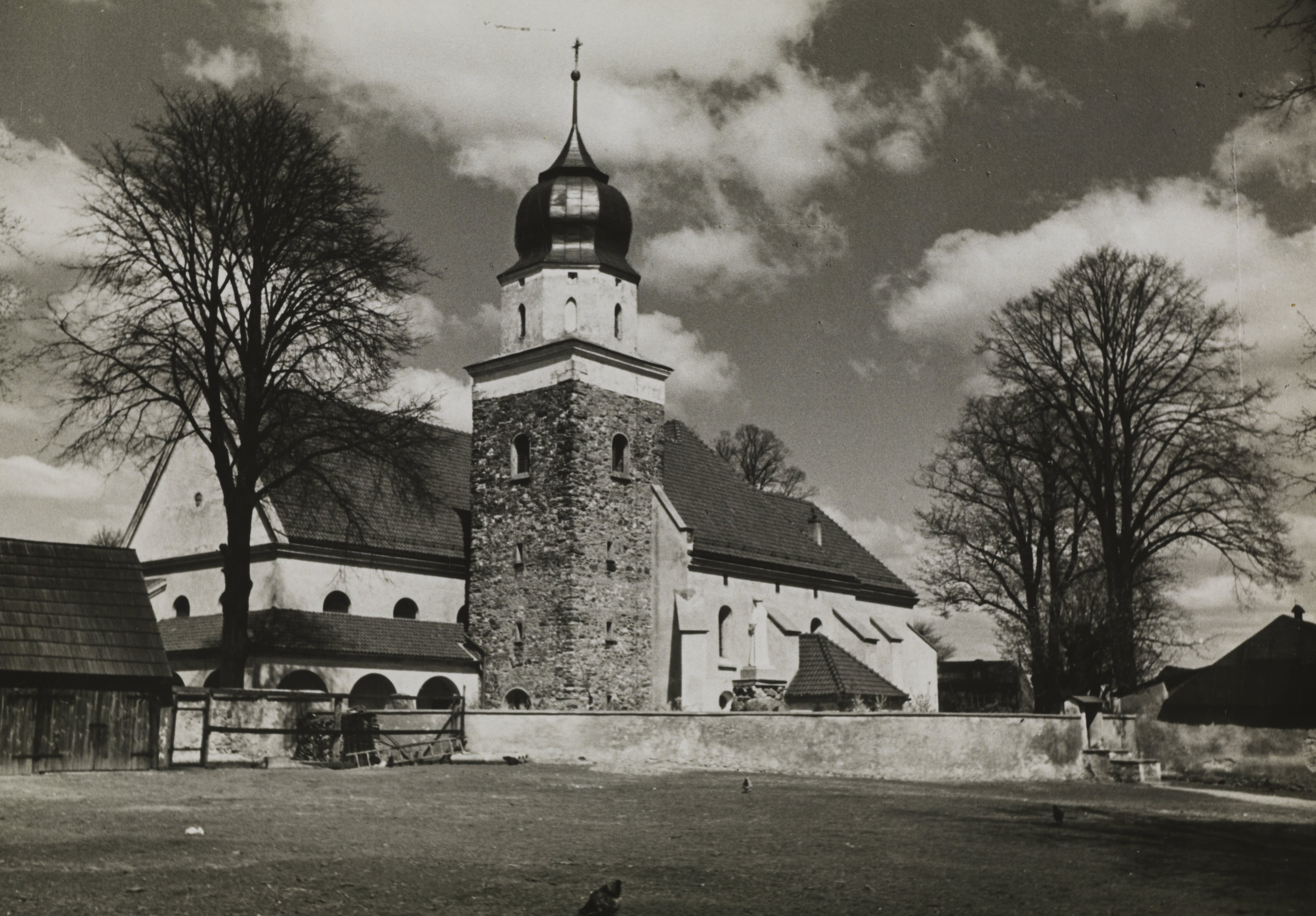
Widok kościoła przed 1939
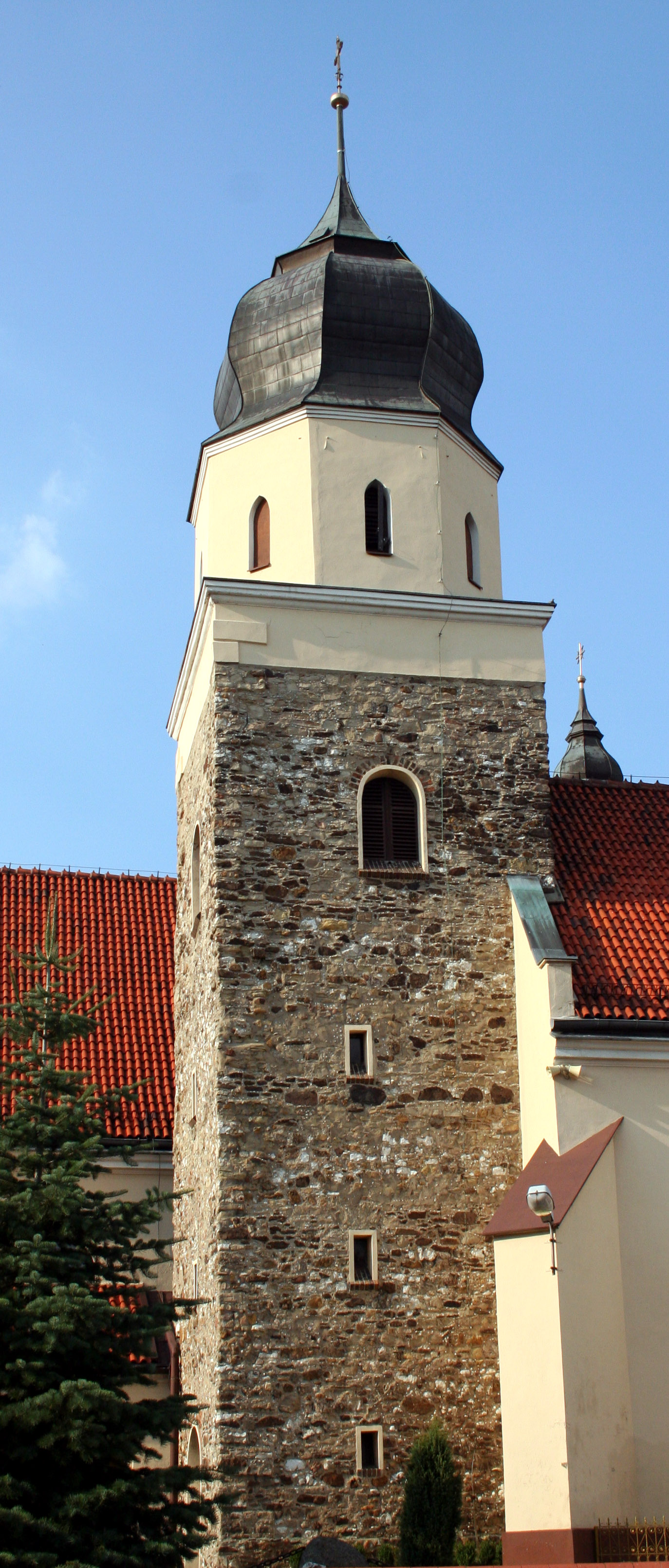
Wieża kościoła
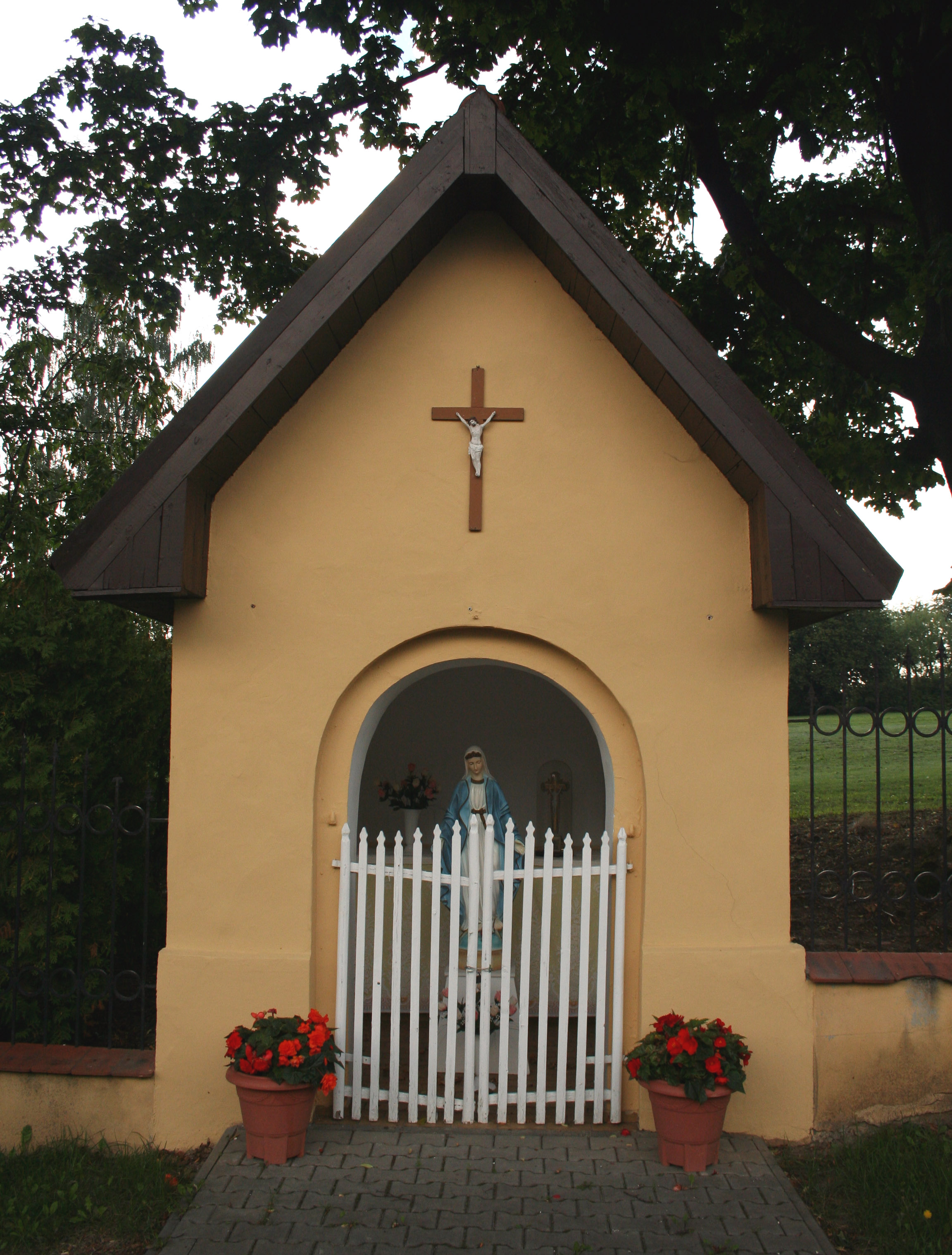
Kaplica Jana Nepomucena na terenie przykościelnym
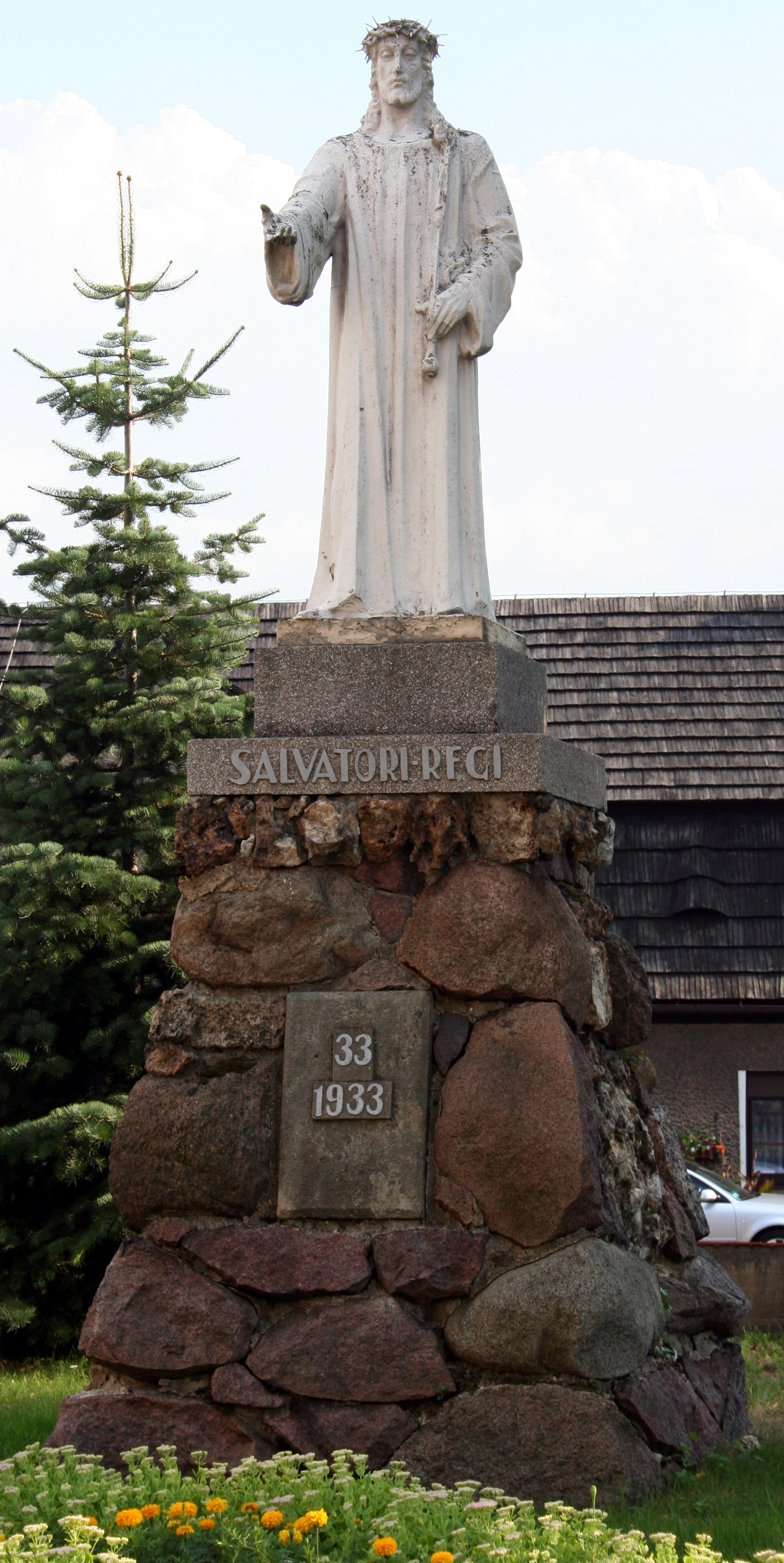
Pomnik Chrystusa Króla
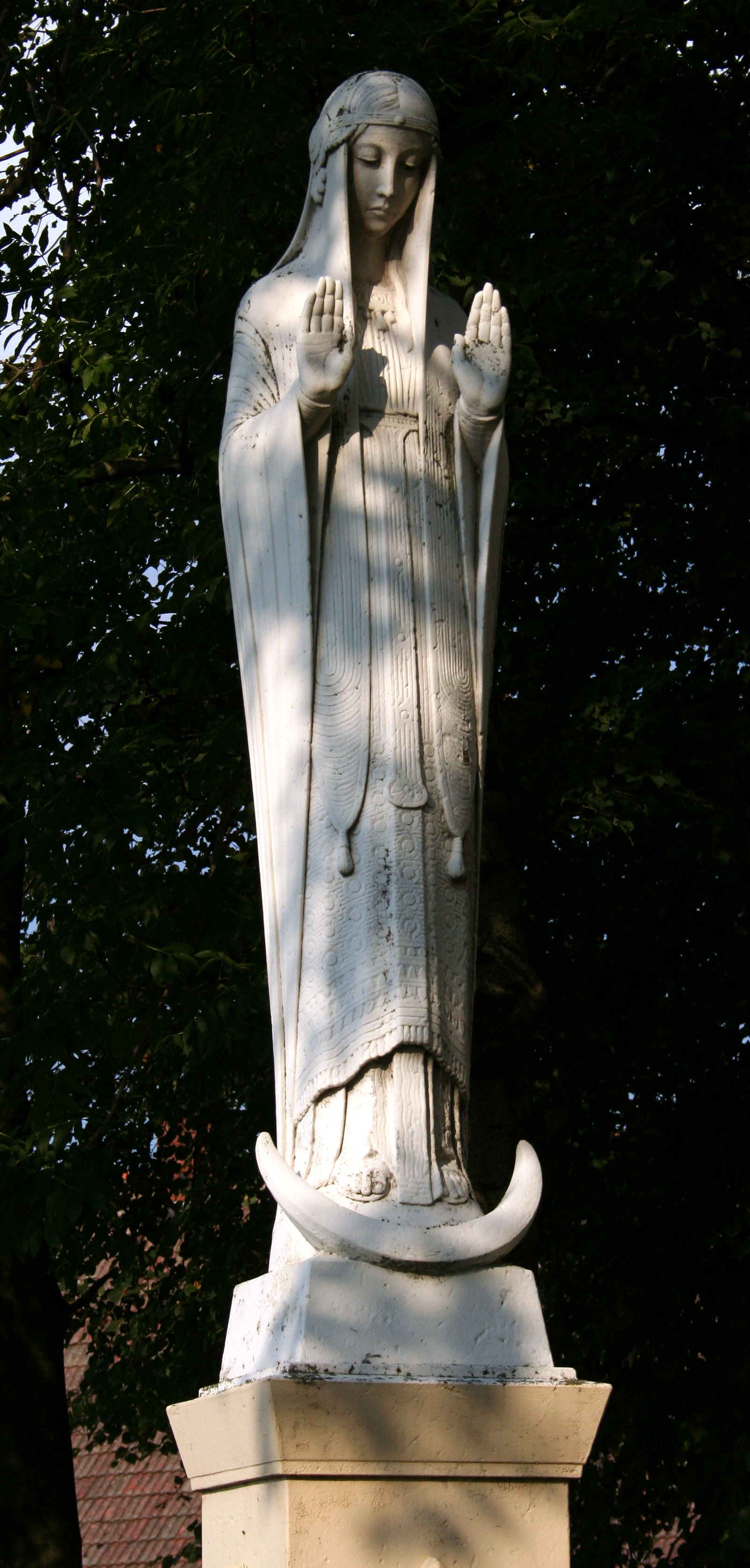
Figura Matki Boskiej Nieustającej Pomocy